# Günther Wyschofsky
Günther Wyschofsky (Bischofswerda, 1929. május 8. –) német kémikus és politikus. 1964-ben lett az NDK-t vezető SED elnökségi tagja. Több mint két évtizedig vegyipari miniszterként dolgozott.